# Wilhelm Röhss den äldre
Wilhelm Röhss, född den 20 september 1796 i Schleswig i norra Tyskland, död den 24 juni 1858, var en svensk affärsman och donator.

## Biografi
Wilhelm Röhss var son till bokhandlaren Johan Gottlob Röhss (1766-1842) från Schleswig, och far till bland andra Wilhelm Röhss d.y., August Röhss och Harald Röhss. Han var gift med  Carin Bresander.
Den Röhsska familjen hör till Göteborgs stora donatorer. Wilhelm Röhss var apotekarlärling och tog farmaceutisk examen i september 1818. Han arbetade på olika platser i Tyskland innan han fick anställning på den stora Dunklerbergska fabriken i Elberfeld i Hannover. Där lärde han sig den på den tiden svåra konsten att färga rött bomullsgarn, så kallat turkiskt rött.
Röhss besökte de skandinaviska länderna flera gånger under åren 1824–1827. Johan Gabriel Grönvall var den störste importören av Dunklerbergs garn i Sverige och insåg affärsmöjligheten för färgerier i Göteborgstrakten. Röhss erbjöds bli Grönvalls verkmästare på det blivande färgeriet Levanten. Röhss villkor krävde andel i affären för det fall han skulle lyckas. Ett kontrakt uppgjordes och Röhss flyttade till Göteborg från Schleswig och ansökte om svenskt medborgarskap i september 1827. Han blev svensk medborgare den 5 januari 1827 under förutsättning att han inom sex månader skulle avsäga sig sitt danska medborgarskap.
År 1839 utträdde Grönwall ur bolaget och ersattes av sin måg Elis Fredrik Brusewitz. Fabriksrörelsen och de inländska affärerna bedrevs under firma Röhss & Brusewitz där Wilhelm Röhss ingick som partner. Firman hade stora importaffärer av kolonialvaror som kaffe, bomull och färgstoffer samt hudar med mera. Den ägde Levantens färgeri och sålde Rosenlunds spinneribolags hela tillverkning av garn. Detta spinneri hade de anlagt tillsammans med Alexander Barclay & Co och C.D. Lundström. Fabriken som anlades 1847–1848 vid vallgraven nedanför Lilla Otterhällan (nuvarande Kungshöjd) var ett tidigt exempel på att ångmaskinen som energikälla medförde en friare lokaliseringsmöjlighet till till exempel Göteborgs stad. Den var den tredje största fabriken i Göteborgsområdet 1860.
Export- och rederiaffärerna bedrevs under firma J.G. Grönvall & Co där Wilhelm Röhss ingick som kompanjon. Denna firma exporterade järn och metaller från Göteborg samt trävaror från Norrland och Finland. De hade arton fartyg i sjötrafik.
År 1853 utträdde Wilhelm Röhss ur dessa båda firmor och fortsatte fabriksdrift, handelsrörelse under firman Wilh. Röhss & Co. Bakgrunden till detta var att ett ömsesidigt misstroende uppstod mellan de två kompanjonerna. Båda var övertygade om att den andre om den ene avled skulle plundra dennes rättsinnehavare.
Separationen innebar att Wilhelm Röhss på sin del fick firman Röhss & Brusewitz, andelen i Ljusne-Voxna, Rosenlunds spinneriaktier och halva antalet fartyg. Delningen ansågs på sin tid vara till Röhss fördel och denne ansågs ha fått tre miljoner kronor medan kompanjonen fick två.
Wilhelm Röhss hade arbetat upp en mångsidig affärsverksamhet i staden, men investerade också i bruksegendomar i Värmland och Norrland. Vid Röhss död 1858 övertogs firman av änkan Carin Röhss att förvaltas av henne med hjälp av sonen Wilhelm Röhss d.y. och sedermera August Röhss för gemensam räkning. Sistnämnde son upptogs som bolagsman 1860.
År 1869 utträdde Carin Röhss ur firman som drevs vidare av de två sönerna.